# 沃尔施泰因
沃尔施泰因是德国莱茵兰-普法尔茨州的一个市镇。总面积12.00平方公里，总人口4400人，其中男性2218人，女性2182人（2011年12月31日），人口密度367人/平方公里。